# OPL-40M
OPL-40M (viết tắt từ Ốp Phóng Lựu 40 mm)là một mẫu súng phóng lựu cỡ 40mm được phát triển bởi nhà máy quốc phòng Z111 tại Thanh Hóa, Việt Nam. Đây là một thiết kế nội địa nhằm thay thế các mẫu súng phóng lựu nhập khẩu trước đây, bao gồm M79 (được Việt Nam sản xuất dưới tên SPL40) và các mẫu phóng lựu nhập khẩu khác như M203 và GP-25. OPL-40M là bước tiến trong việc nội địa hóa vũ khí của ngành công nghiệp quốc phòng Việt Nam.

## Thiết kế và phát triển
Súng phóng lựu OPL-40M được thiết kế để sử dụng đạn chuẩn 40×46mm NATO, cho phép tương thích với các tiêu chuẩn quốc tế. Súng có thiết kế với nhiều yếu tố lấy cảm hứng từ ba dòng súng phóng lựu nổi tiếng: M203 của Mỹ, GL40 của Israel và GP-25 của Nga. Điều này giúp OPL-40M kết hợp các ưu điểm của những thiết kế quốc tế để phù hợp với nhu cầu tác chiến và điều kiện thực tế tại Việt Nam.
OPL-40M được thiết kế để lắp dưới nòng súng trường tấn công, bao gồm cả dòng súng AK và dòng súng STV, vốn được phát triển dựa trên nền tảng IWI Galil ACE của Israel. Đây là dòng súng trường tấn công chủ lực mới của Quân đội Nhân dân Việt Nam, thay thế các phiên bản AK trước đây. Súng phóng lựu OPL-40M được nhận xét có thiết kế hiện đại với cơ chế nòng kéo được về phía trước và nghiêng sang một bên, cho phép nạp các loại đạn lựu dài hơn. Thiết kế này được đánh giá vượt trội hơn so với M203 của Mỹ và tương đồng với mẫu M320 hiện đại.
OPL-40M được trang bị cho các lực lượng quân đội chính quy và các lực lượng đặc biệt, nhờ tính linh hoạt cao và khả năng tiêu diệt sinh lực địch hiệu quả trong chiến đấu. Ngoài ra, OPL-40M còn được kỳ vọng nâng cao khả năng tác chiến của bộ binh Việt Nam trong môi trường chiến tranh hiện đại.

## Vai trò trong chiến tranh hiện đại
Với xu hướng sử dụng các mẫu súng phóng lựu kẹp nòng phổ biến trên thế giới, việc phát triển OPL-40M giúp Việt Nam đảm bảo khả năng tự chủ trong sản xuất vũ khí, đồng thời nâng cao năng lực tác chiến của bộ binh. Súng phóng lựu OPL-40M được đánh giá là phù hợp cho các nhiệm vụ tiêu diệt sinh lực địch trong các môi trường tác chiến khác nhau, từ đô thị đến rừng núi.

## Các bên sử dụng
- Lục quân nhân dân Việt Nam